# Tourco à gorge blanche
Scelorchilus albicollis
Espèce
Statut de conservation UICN

 LC  : Préoccupation mineure
Le Tourco à gorge blanche (Scelorchilus albicollis) est une espèce de passereaux de la famille des Rhinocryptidae.

## Répartition et sous-espèces
Selon la classification de référence du Congrès ornithologique international (14.2, 2024) :
- Scelorchilus albicollis atacamae Hellmayr, 1924 — nord du Chili
- Scelorchilus albicollis albicollis Kittlitz, 1830 — centre du Chili

## Systématique
Le nom valide complet (avec auteur) de ce taxon est Scelorchilus albicollis (Kittlitz, 1830).
L'espèce a été initialement classée dans le genre Pteroptochos sous le protonyme Pteroptochos albicollis (Kittlitz, 1830).
Ce taxon porte en français le nom vernaculaire ou normalisé suivant : Tourco à gorge blanche.
Scelorchilus albicollis a pour synonyme :
- Pteroptochos albicollis (Kittlitz, 1830)